# Santa Maria dels Prats de Rei
Santa Maria dels Prats de Rei és una església dels Prats de Rei (Anoia) inclosa a l'Inventari del Patrimoni Arquitectònic de Catalunya.

## Descripció
És una església d'una sola nau, de 20 m de llargada per 10 m d'amplada, realitzada amb pedra tallada. Presenta cinc capelles laterals a cada banda. El retaule de l'altar major, cremat l'any 1936, era d'estil barroc i va ésser realitzat l'any 1796. El campanar és de planta quadrada que passa a octogonal a l'alçada de la coberta i és coronat per barana de balustres.

### Pica o font
La pica és un element trobat recentment dins la paret, que era tapiada. Està adossada a la paret i és semicircular. La decoració és gallonada al vas i al centre hi ha esculpida la cara d'un personatge masculí bastant grotesc, barbat, amb orelles prominents i cabell arrissat. Es pot datar del segle xviii, contemporani d'altres elements barrocs de la sagristia i els escuts del segle xviii situats a la paret posterior de l'església.

### Làpides romanes
Hi ha cinc làpides romanes de marbre blanc, de forma rectangular i amb inscripcions de caràcter votiu i commemoratiu. Foren trobades a la Manresana i estan datades entre els segles I i IV. Constitueixen un notable document sobre l'antiga població romana anomenada Municipium Sigarrensis.

## Història
L'església parroquial de Santa Maria dels Prats de Rei tingué una comunitat de preveres, documentada des del segle xiv, que perdurà fins al segle passat. El rector de Santa Maria fou, el degà de la comarca fins al 1857. Va ser començada el 1583 i acabada el 1713, damunt l'antiga església parroquial. La sagristia ha estat restaurada i ha estat trobada una porta amb escut de Putti i data del 1713.